# Brincadeira Mortal
Brincadeira Mortal (ISBN 8508057490) é uma obra de literatura infantojuvenil escrita por Pedro Bandeira. Lançado pela editora Ática no ano de 2000, faz parte da coleção Voo Livre.

## Sinopse
Frederico gosta de vestir fantasias e imaginar-se como "Fred Bond" e outros heróis. Ele acaba se metendo numa brincadeira perigosa junto com Bebel, a garota de quem ele gosta, e correm grande perigo. A história começa quando Fred estava estudando matemática, pois tinha ficado de recuperação, e, olhou para a janela ,cansado, e ele avistou um homem camuflado entrando no Beco dos Ratos, resolveu seguí-lo até encontrar uma sala onde há o corpo de um homem morto. Ele e Bebel se envolvem em uma aventura para desvendar esse crime.